# 여성 지도자
여성 지도자는 공화국(공화제, 연방제)이나 군주국에서 성별이 여성인 지도자를 가리키는 말이다. 다른 나라에서는 여성 대통령, 여성 주석, 여성 총독, 여성 총리 등으로 불린다. 이에 반대로 영부인이었다가 대통령(남편)이 갑자기 사망을 하였을 때 임시적이거나 선거에 출마하여 지도자가 되는 경우도 있다.

## 같이 보기
- 여왕
- 여제